# Landman, Kazakstan
Landman (kazakiska: Ландман; ryska: Ландман) är en by i Altajdistriktet i regionen Östra Kazakstan. Historiskt sett var Landman en tysk bosättning. Namnet Landmann kommer från tyska och betyder "jordbrukare". Byn tillhör det landsbygdsdistrikt som kallas Malejevskij och är belägen vid högra stranden av floden Beriozovka, nordost om staden Altaj, som är distriktets centrum. Byns KATO-kod är 634833300.

## Historia
Landman grundades av tyska nybyggare i slutet av 1800-talet. Mellan 1895 och 1916 utgjorde tyskar en betydande del av befolkningen. De flesta invånare var bönder och sysslade med jordbruk. Historiska arkiv från Ivan I. Schellenberg nämner att tyskar började bosätta sig i Sibirien redan 1736, inklusive orter som Landman.

### Ekonomi och jordbruk
Jordbruket har länge varit den huvudsakliga näringsverksamheten i Landman. Man odlade spannmål samt grönsaker och frukt i växthus – som gurka och vattenmelon. Det fanns även företag för växtförädling som utförde experimentell odling.
Byn hade ett klubbhus, en butik och en sjukvårdsstation för grundläggande behov. “Landmanskolan” erbjöd undervisning upp till fjärde klass. De flesta arbetade vid statsjordbruket "Beriozovskij", avdelning nr 2, där man odlade äpplen, körsbär och andra fruktträd.
Gatunamnet "Sovietskaja" byttes till "Sadovaja" ("Trädgårdsgatan") för att återspegla byns trädgårdshistoria. Efter att statsjordbruket kollapsade under 1990-talet stängdes många av dessa institutioner.

### Infrastruktur och transport
Landman hade tidigare en busshållplats som kopplade byn till närliggande orter. Med tiden upphörde bussförbindelserna på grund av minskad efterfrågan.
Fram till 2013 tillhörde Landman det numera upplösta landsbygdsdistriktet Beriozovskij. Under 2020–2021 byggdes en modulstation för dricksvattenförsörjning.

## Befolkning
Sedan 1940-talet har byn hyst en betydande tysk befolkning, tillsammans med ryssar och ukrainare. Arkivuppgifter om invånarna i Landman finns i CPSU:s arkiv, GAA-arkivet för Östra Kazakstan, samt databaser som “Offren för politisk terror i Sovjetunionen” och centret "Återfunna namn."
Mellan 1895 och 1916 dokumenterades 17 tyskar i Landman.